# ジャック・バビネ

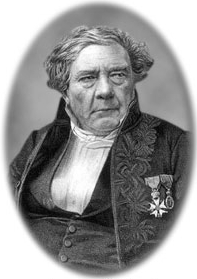
ジャック・バビネ

ジャック・バビネ（Jacques Babinet、 1794年3月5日 - 1872年10月21日）は、フランスの物理学者・数学者・天文学者である。光学の分野などの業績で知られる。
フランス中部ヴィエンヌ県のリュジニャン(Lusignan)で生まれた。初め法律を学んだが、科学に転じた。ソルボンヌ大学、コレージュ・ド・フランスの教授を務め、1840年にパリ王立科学アカデミーの会員に選ばれた。フランス経度局の司書を務めた後、天文学者としてパリ天文台に勤務した。
バビネの業績には、1827年にカドミウムからの赤色の光の波長によって、オングストロームの長さの定義を標準化したこと、光の回折における、バビネーの原理､すなわち回折をおこさせるスクリーンのパターンが完全に逆の2つのスクリーンは同じ回折パターンを生じることを示した。光の波長を長さの標準として用いる提案をしたのはバビネーであり、このアイデアは後に長さの標準として実際に用いられた。
多くの実験機器、測定機器を発明し､その中には湿度計、真空ポンプ、ゴニオメーターやバビネ補償機（コンペンセーター）が含まれる。バビネ・コンペンセーターは2組の水晶の楔を組合わせることによって偏光成分の位相差を補償するのに用いられる。
地図の図法の分野では、モルワイデ図法の別名としてのバビネ図法としてその名が知られている。